# Aliterație
Aliterația (latină alliteratio, franceză allitération) este o figură stilistică rezidând în repetarea anumitor vocale, consoane, ori grupuri de sunete. 
Exemple: 
«Ale turnurilor umbre peste unde stau culcate, / Către țărmul dimpotrivă se întind, se prelungesc / Ș-ale valurilor mândre generații spumegate / Zidul vechi al mânăstirii în cadență îl izbesc.» (Umbra lui Mircea. La Cozia, de Grigore Alexandrescu). 
«Și ca nouri de aramă și ca ropotul de grindeni, / Orizonu-ntunecându-l, vin săgeți de pretutindeni, / Vâjâind ca vijelia și ca plesnetul de ploaie...» (Scrisoarea a III-a de Mihai Eminescu). 
«Voinicii cai spumau în salt;/ Și-n creasta coifului înalt / Prin vulturi vântul viu vuia, / Vrun prinț mai tânăr când trecea / C-un braț în șold și pe prăsea / Cu celălalt.» (Nunta Zamfirei de George Coșbuc). 